# Historia de un pechicidio
Historia de un pechicidio, subtitulada La venganza de Don Lauro es una obra de teatro de Lauro Olmo, estrenada en 1974.

## Argumento
Farsa en la que se juega con un escenario de doble temporalidad, siempre con tintes irónicos: El pasado imperial y cargado de valores morales y de dignidad y un presente que pretende fulminar ese glorioso pasado para instaurar un sistema de libertinaje.

## Estreno
- Teatro de la Comedia, Madrid, 24 de julio de 1974
  - Escenografía: Edda Bergman.
  - Intérpretes: Carlos Ballesteros, Amparo Soto, Maribel Altes, Francisco Cecilio, Enrique Cazorla, Antonio Gutti, Adriá Gual.